# 1671
Het jaar 1671 is het 71e jaar in de 17e eeuw volgens de christelijke jaartelling.

## Gebeurtenissen
januari
- 21 - Panama-Stad wordt volledig in de as gelegd door de Engelse piraat Henry Morgan en zijn mannen.

maart
- 11 - Oprichting van de Deense West-Indische en Guineese Compagnie.

april
- 12 - Rosa van Lima wordt heilig verklaard door paus Clemens X.

juli
- 2 - De eerste steen wordt gelegd voor de nieuwe katholieke Begijnhofkapel in Amsterdam, die van buiten niet herkenbaar mag zijn.

oktober
- 25 - Ontdekking van de Saturnusmaan Japetus, door Giovanni Cassini.
- 31 - Het Rijkskamergerecht in Speyer vaardigt een bevelschrift uit, waarin abdis Elisabeth van de Palts van het protestantse Stift Herford wordt gesommeerd om de opgejaagde labadisten uit haar klooster weg te sturen.

datum onbekend
- De Duitse wiskundige Gottfried Wilhelm Leibniz bouwt een mechanische rekenmachine die kan vermenigvuldigen en delen.
- De Ierse scheikundige Robert Boyle ontdekt een brandbaar gas. Later blijkt dit waterstof te zijn.
- De straatweg tussen Hoorn en Enkhuizen is klaar: de eerste verharde weg in het gewest Holland.

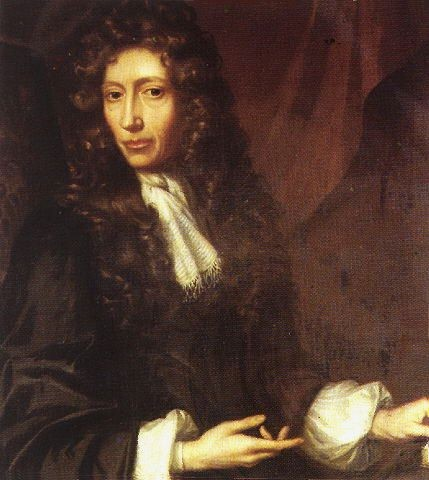
Robert Boyle

## Beeldende kunst

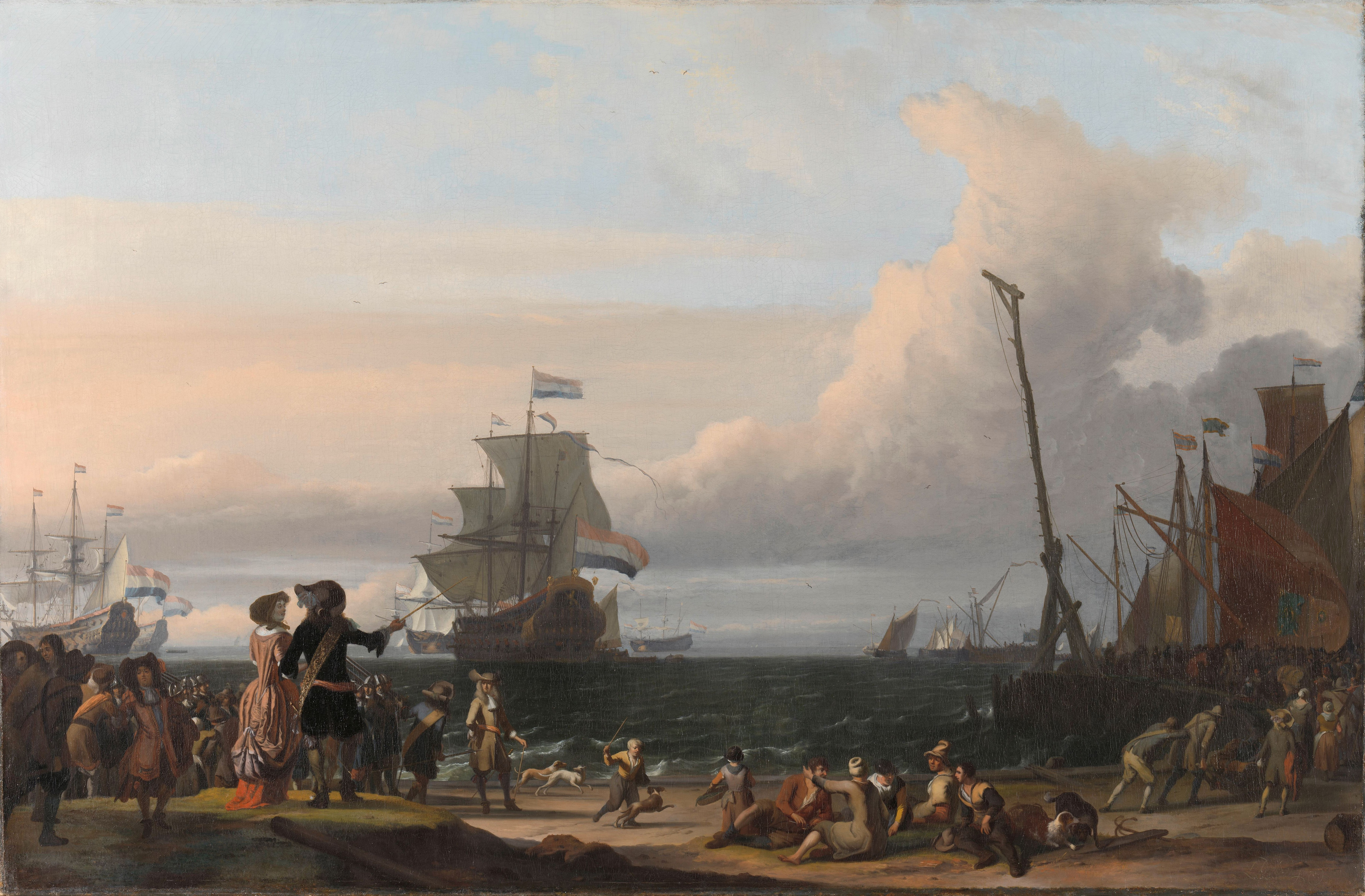
Nederlandse schepen op de rede van Texel (centraal de Gouden Leeuw van Cornelis Tromp), door Ludolf Bakhuizen (Rijksmuseum)

## Bouwkunst

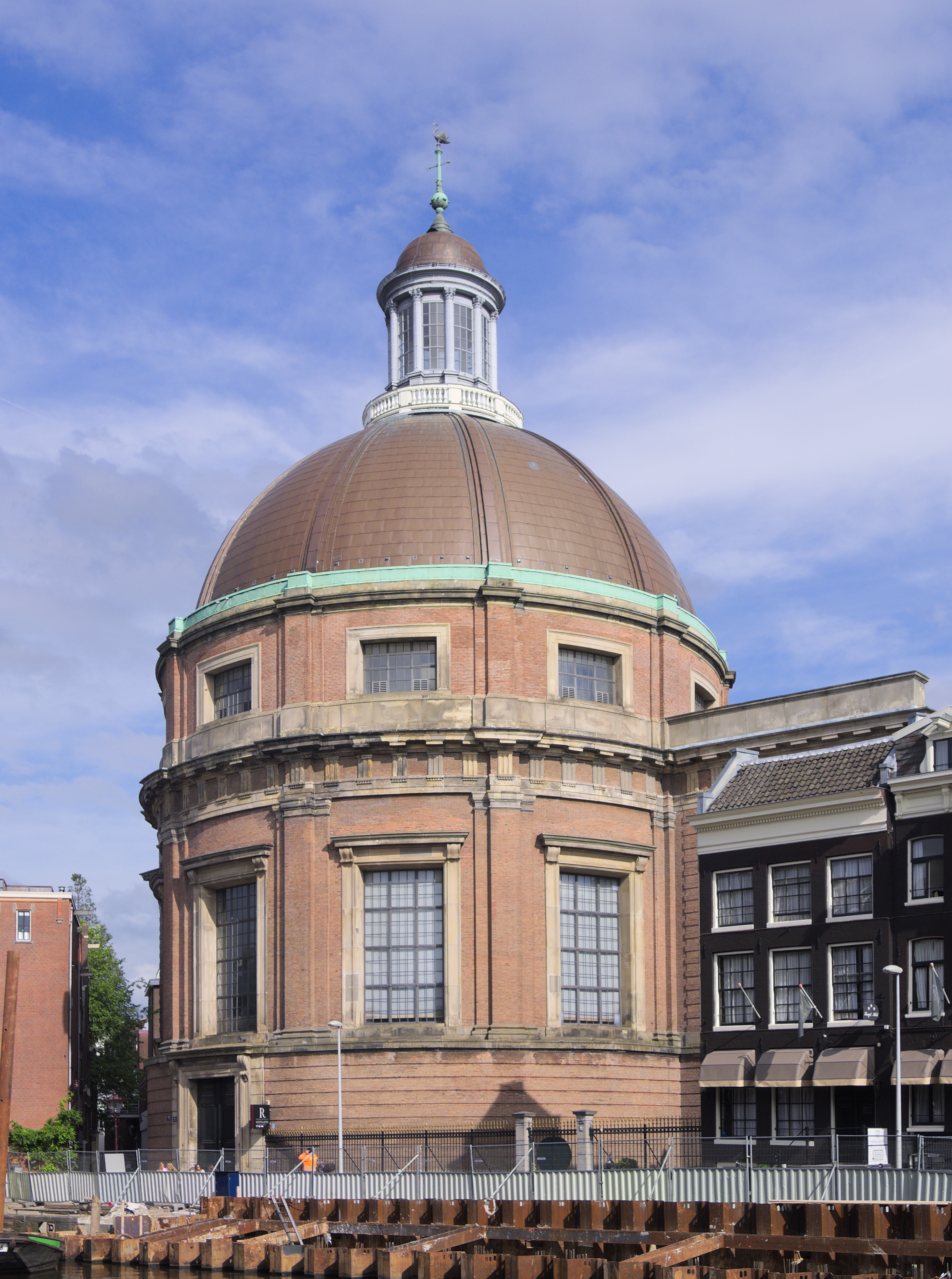
Ronde Lutherse Kerk, door Adriaan Dortsman
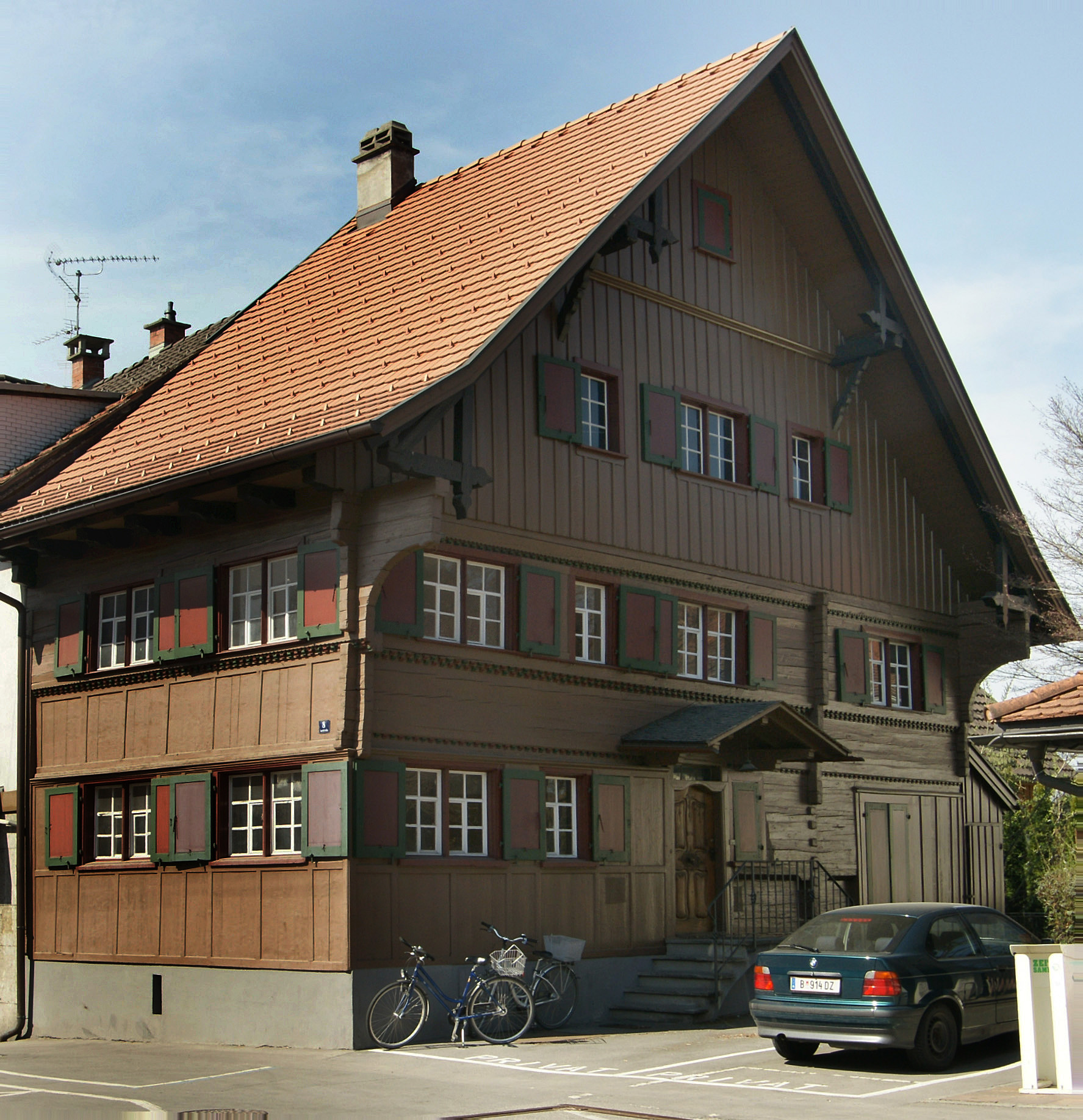
Rheintalhaus in Vorarlberg

## Geboren
februari
- 16 - Charles-Hubert Gervais, Frans componist (overleden 1744)

juni
- 8 - Tomaso Albinoni, Italiaans componist en violist (overleden 1751)

oktober
- 11 - Frederik IV van Denemarken, koning van Denemarken en Noorwegen (overleden 1730)